# 286 a.C.
Il 286 a.C. (CCLXXXVI a.C. in numeri romani) è un anno  del III secolo a.C.

## Eventi
- Re Lisimaco di Tracia conquista la Macedonia e si proclama suo re.

## Nati
- Antioco II, sovrano († 246 a.C.)